# Björn Höcke
Björn Höcke (Lünen, 1. travnja 1972.), njemački je političar stranke Alternativa za Njemačku. 
Od 2014. je predsjednik kluba zastupnika AfD-a u Tirinškom parlamentu. Uz Andreasa Kalbitza predvodio je krilo Alternative za Njemačku imena Der Flügel (hrv. „krilo”), koje je Savezni ured za zaštitu Ustava Njemačke vlade proglasio ekstremnom desničarskom organizacijom.
Höcke je studirao sport i povijest te radio kao nastavnik u općoj srednjoj školi Rhenanus u Bad Sooden-Allendorfu, u saveznoj pokrajini Hessen u Njemačkoj.